# Venilia
Venilia – w mitologii rzymskiej bogini lub nimfa morska opiekująca się wodami przybrzeżnymi i personifikacja przyboju, czczona wraz z Neptunem. Według jednej z wersji była żoną Janusa i matką Canens. Inny wariant mitu przedstawia ją jako żonę króla Rutulów Daunusa i tym samym matkę Turnusa oraz Iuturny.